# Pawel Anatoljewitsch Kolobkow

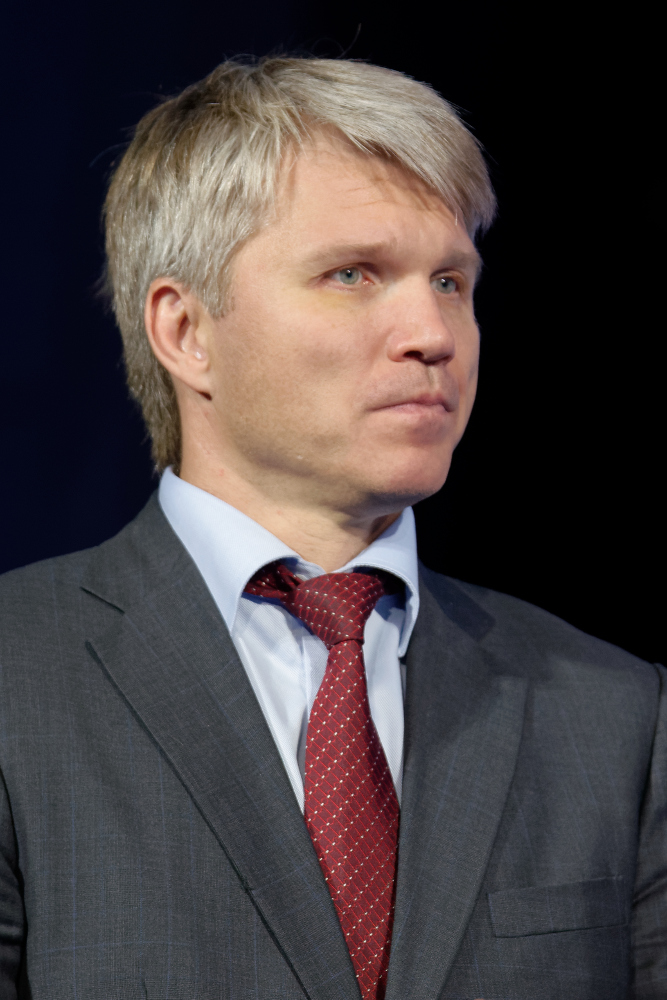
Pawel Kolobkow (2015)

Pawel Anatoljewitsch Kolobkow (russisch Павел Анатольевич Колобков; * 22. September 1969 in Moskau) ist ein russischer Degenfechter und Politiker. Ab Ende der 1980er-Jahre gehörte er während fast 20 Jahren zu den besten Fechtern der Welt.

## Karriere
Kolobkow begann im Alter von zwölf Jahren mit dem Fechtsport. Unter dem Einfluss seines ersten Trainer Boris Nikolaitschuk wuchs er zu einem Spitzensportler heran.
Seinen ersten internationalen Erfolg feierte er 1988 bei den Olympischen Sommerspielen in Seoul, als er mit der sowjetischen Degenmannschaft die Bronzemedaille gewann. Vier Jahre später wiederholte die Mannschaft des Vereinten Teams, der gemeinsamen Mannschaft der Länder der Gemeinschaft Unabhängiger Staaten, diesen Erfolg. Kolobkow krönte seine Teilnahme mit einer Silbermedaille in der Einzelkonkurrenz. Bei den Olympischen Spielen 1996 in Atlanta gewann er zusammen mit Alexander Beketow und Waleri Sacharewitsch die Silbermedaille im Degen-Mannschaftswettbewerb. Und bei den Spielen 2000 in Sydney wurde Kolobkow mit einem Sieg im Finalgefecht gegen den Franzosen Hugues Obry Olympiasieger. Diesen Titel konnte er bei den Olympischen Spielen 2004 in Athen nicht verteidigen. Nachdem er im Halbfinale dem Chinesen Wang Lei unterlegen war, siegte er im Kampf um die Bronzemedaille klar gegen den Franzosen Éric Boisse und gewann die Bronzemedaille. Neben seinen Erfolgen bei Olympischen Spielen wurde Kolobkow zwischen 1991 und 2005 sechsfacher Weltmeister.
Von 2016 bis 2020 war Kolobkow russischer Sportminister.